# 布盧芒廷鎮區 (阿肯色州洛根縣)
布盧芒廷鎮區（英語：Blue Mountain Township）是位於美國阿肯色州洛根縣的一個行政鎮區。

## 地方資料
布盧芒廷鎮區的面積為36.23平方千米，當中陸地面積為34.44平方千米，而水域面積為1.79平方千米。根據2010年美國人口普查的數據，當地共有人口173人，而人口密度為每平方千米4.78人。